# Planaltoa
Planaltoa, maleni rod glavočika, dio tribusa Eupatorieae. Postoje dvije vrste, obje brazilski endemi

## Opis
Rod Planaltoa uključuje 2 grmolike vrste iz Goiasa u Brazilu. Rod karakteriziraju bezpapusne cipsele, zajedno s proširenom i dlakavom bazom stila, cjevastim vjenčićima i raširenim granama stila.

## Sinonimi
Nema.